# سام يونغ
سام يونغ (بالإنجليزية: Sam Young)‏ هو لاعب كرة قدم أمريكية أمريكي، ولد في 24 يونيو 1987 في دايتون في الولايات المتحدة.

## وصلات خارجية
- سام يونغ على موقع مرجع كرة القدم المحترفة.كوم (الإنجليزية)